# Ultra (album Depeche Mode)
Ultra – dwunasty (czternasty w USA) album grupy Depeche Mode wydany 14 kwietnia 1997. Jego produkcja zajęła 13 miesięcy – spowodowane to było nieporozumieniami w zespole, a także problemami Dave’a Gahana związanymi z narkotykami.

## Lista utworów
| Nr  | Tytuł utworu        | Długość |
| --- | ------------------- | ------- |
| 1.  | „Barrel of a Gun”   | 5:35    |
| 2.  | „The Love Thieves”  | 6:34    |
| 3.  | „Home”              | 5:43    |
| 4.  | „It’s No Good”      | 5:58    |
| 5.  | „Uselink”           | 2:22    |
| 6.  | „Useless”           | 5:12    |
| 7.  | „Sister Of Night”   | 6:04    |
| 8.  | „Jazz Thieves”      | 2:55    |
| 9.  | „Freestate”         | 6:44    |
| 10. | „The Bottom Line”   | 4:27    |
| 11. | „Insight”           | 6:26    |
| 12. | „Junior Painkiller” | 2:12    |
|     |                     | 1:00:12 |

## Reedycja z 2007 roku
Live tracks in London, April 1997 (in DTS 5.1, Dolby Digital 5.1, PCM Stereo)
1. „Barrel of a Gun”
2. „It’s No Good”
3. „Useless”

Bonus tracks (PCM Stereo)
1. „Painkiller”
2. „Slowblow”
3. „Only When I Lose Myself”
4. „Surrender”
5. „Headstar”

Dodatkowy materiał:
1. „Depeche Mode 95-98 (Oh well, that’s the end of the band...)” (czas trwania 50 minut)

## Twórcy albumu
- Andrew Fletcher – syntezator, gitara basowa, chórki w „Barrel of a Gun”
- David Gahan – wokale główne
- Martin Gore – syntezator, gitara elektryczna, chórki, wokale główne („Home” i „The Bottom Line”)

Personel
1. Victor Indrizzo – perkusja (1, 4)
2. Jaki Liebezeit – perkusja (10)
3. BJ Cole – pedal steel guitar (10)
4. Gota Yashiki – bębny (6)
5. Keith LeBlanc – bębny (6)
6. Danny Cummings – perkusja (6, 9)
7. Doug Wimbish – gitara basowa(6)
8. Daniel Miller – System700 (5)

- Produkcja: Tim Simeon
- Nagrywano w Abbey Road Studios, Eastcote Studios i Westside Studios, Strongroom Studios w Londynie (Wielka Brytania), Electric Lady Studios w Nowym Jorku i Larrebee West Studios w Los Angeles (USA)
- Inżynierowie: Mike Marsch, Paul Hicks, Guy Massey, Lee Fitzgerald, Tom Rixton, Gary Forde, Lee Philips, Jamie Campbell, Jim Greg, Audie Chamberlain, Robbie Kazandjian
- Mix: Tim Simenon, Q i Gareth Jones
- Autor okładki: Anton Corbijn i ARENA
- Wydawca: Venusnote
- Dystrybucja: EMI (Polska)
- Etykieta: Mute